# Ruhrtalradweg
Der Ruhrtalradweg (Eigenschreibweise: RuhrtalRadweg) ist ein 240 km langer Radweg entlang der Ruhr von der Quelle am Ruhrkopf bei Winterberg bis zur Mündung bei Duisburg-Ruhrort. Offiziell wurde der Radweg mit einem Eröffnungsfest auf dem Gelände der Zeche Nachtigall am 30. April 2006 eröffnet.

## Allgemeines
Initiiert wurde der Radweg durch eine Kooperation der Tourismusorganisationen Sauerland-Tourismus e. V. und RTG Ruhr Tourismus GmbH. Am Ruhrtalradweg gibt es ein engmaschiges Netz radfahrspezifischer Dienstleistungen wie Fahrradvermietung, Vermietung von GPS-Navigationssystemen, Pannenhilfe, Gepäcktransport und spezielle Angebote für Menschen mit Behinderungen.
Als Serviceangebot werden, neben der Relation mit dem Sauerlandexpress mit vier Fahrradabteilen im Waggon, an den Wochenenden ab Dortmund zusätzlich Busse mit Fahrradanhängern eingesetzt, um die Masse der Radfahrer zu bewältigen.
Entlang der Strecke gibt es über 50 Trinkbrunnen und kostenlose Möglichkeiten die eigenen Trinkflaschen aufzufüllen. Seit März 2022 zählt der RuhrtalRadweg aufgrund dessen zum ersten „leitungswasserfreundlichen“ Radfernweg Deutschlands.
Unter dem Namen TorTour de Ruhr wird seit 2008 alle zwei Jahre zu Pfingsten ein internationaler Ultramarathonlauf über die Gesamtstrecke des Ruhrtalradwegs veranstaltet. Die Läufer haben maximal 38 Stunden Zeit, die 230 Kilometer lange Strecke von der Ruhrquelle bis zur Mündung in Duisburg am Rheinorange zu bewältigen. Der Streckenrekord liegt derzeit (seit 2016) bei 25:30:20 Stunden.
Eine automatische Zählstelle im Neheimer Binnerfeld am R-Cafe hat im Jahr 2019 eine Frequentierung von 156.155 Fahrrädern erfasst.
Im März 2022 kritisierten Rollstuhlfahrer und Nutzer von breiteren Fahrrädern wie Last- oder Liegerädern im WDR, dass sie den Ruhrtalradweg aufgrund von unpassierbaren Hindernissen und unebenen Untergründen nicht nutzen können.

## Streckenprofil
Die Route deckt sich teilweise mit den Radwegen Kaiser-Route und Rundkurs Ruhrgebiet sowie dem Ruhrhöhenweg des Sauerländischen Gebirgsvereins. Von der Strecke entfallen etwa 50 % auf Radwege, 35 % auf Wirtschaftswege und Wohnstraßen sowie 15 % auf Hauptstraßen.
Die Route erstreckt sich über die Städte Winterberg, Olsberg, Bestwig, Meschede, Arnsberg, Wickede, Fröndenberg, Menden (Sauerland), Iserlohn, Schwerte, Dortmund, Hagen, Herdecke, Wetter, Witten, Bochum, Hattingen, Essen, Mülheim an der Ruhr, Oberhausen und Duisburg. Davon werden Dortmund, Bochum und Oberhausen am Rande berührt.

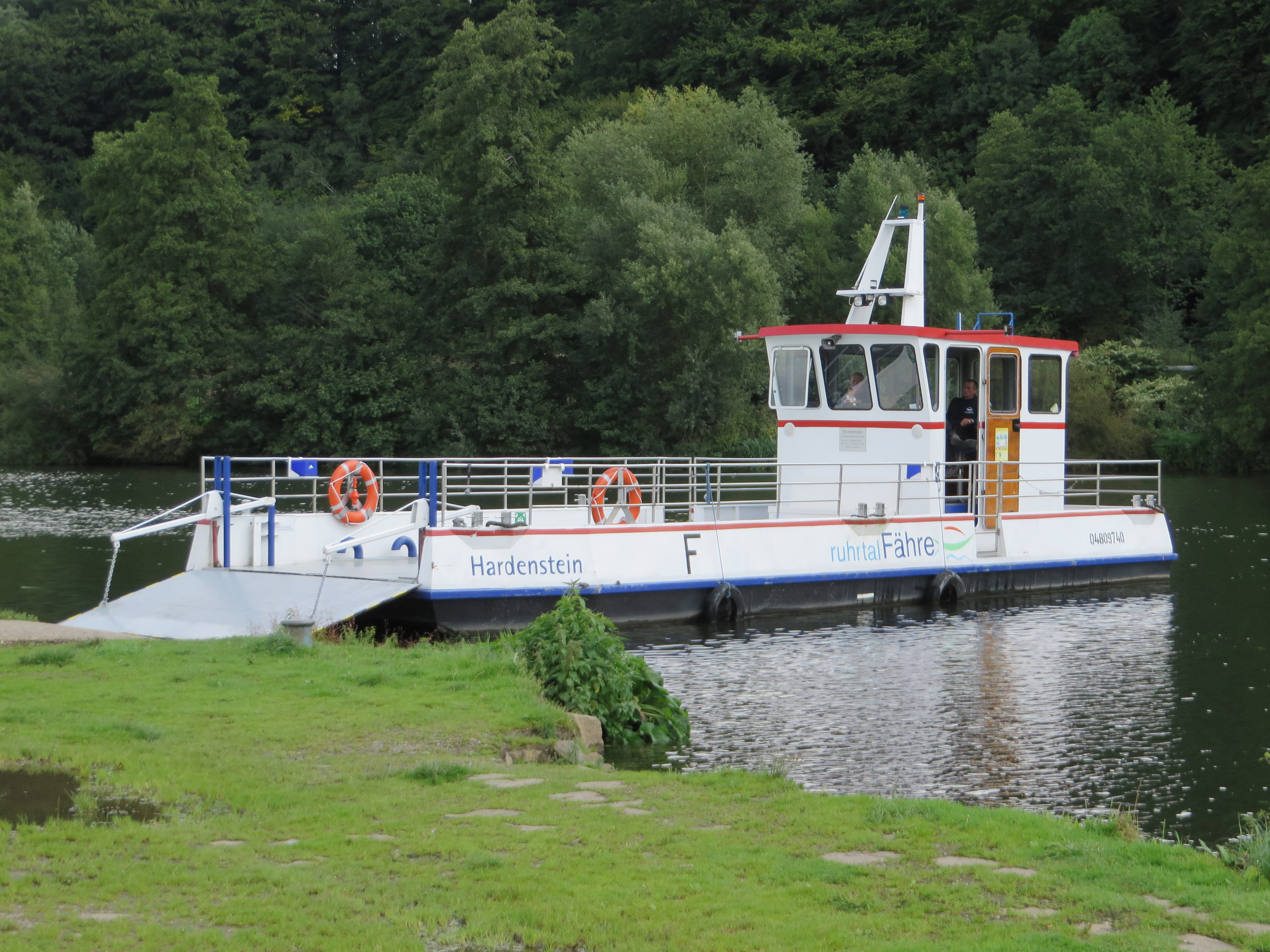
Ruhrtalfähre Hardenstein

Der Ruhrtalradweg ist 2006 neu ausgeschildert worden und wurde bereits 2007 zur Radroute des Jahres in NRW ernannt. Dabei wurde die Beschilderung in das Radverkehrsnetz NRW integriert. Infolgedessen gibt es neben den klassischen Routenwegweisern auch sogenannte Einschübe an Pfeilwegweisern, was zusammen eine lückenlose Ausschilderung ergibt. Deshalb lässt sich der Radweg ohne Kartenmaterial oder GPS-Navigation bewältigen. Im Verlauf der Streckenführung wird die Ruhr dabei insgesamt 36-mal überquert. Eine Überquerung in Witten in der Nähe der Burgruine Hardenstein entfällt dabei auf die Ruhrtalfähre Hardenstein, welche nicht das ganze Jahr hindurch betrieben wird. Landschaftlich bietet der Weg sowohl naturnahe als auch verkehrsreiche Strecken. In Mülheim an der Ruhr und im Oberhausener Stadtteil Styrum führt der Weg knapp 1 km auf einem Radweg direkt an der Autobahn 40 entlang.
Im Rahmen der RUHR.2010 – Kulturhauptstadt Europas wurden von Mai 2010 an rund 20 Kunstwerke junger Nachwuchskreativer am Ruhrtal-Radweg als Projekt Kunstpfad Ruhr aufgestellt.

## Ausbauvorhaben

### Verlegung im Bereich Nuttlar
Im Bereich Nuttlar bestehen Planungen, den Ruhrtalradweg aus seiner derzeitigen unattraktiven Führung entlang der L 743 (bis 2019 Bundesstraße 7) zu verlegen. Der Radweg soll dann in diesem Bereich entlang der Ruhr und der Halde des ehemaligen Schieferbergwerkes in Nuttlar verlaufen. Dazu sollen von der Straße Zum Loh in Ostwig bis zum Ende der Halde bestehende Wirtschaftswege verbreitert und asphaltiert werden. Zwischen der Halde und dem bereits asphaltierten Bigger Weg in Richtung Bigge ist ein etwa 350 Meter langer Neubauabschnitt erforderlich. Für die Maßnahme werden Kosten in Höhe von 540.000 Euro veranschlagt, die zu 70 Prozent durch das Land NRW förderfähig sind. Der Maßnahme wurde mit knapper Mehrheit im Entwicklungsausschuss der Gemeinde Bestwig zugestimmt. Allerdings wurde der Haushaltsentwurf für das Jahr 2019 mit den Kosten für die Radwegverlegung abgelehnt. Die Maßnahme soll im Haushalt für das Jahr 2021 erneut berücksichtigt werden. Da durch Kostensteigerungen der Eigenanteil der Gemeinde aus dem Förderbescheid von 2019 von 195.000 € auf mindestens 385.000 € angestiegen ist, soll ein neuer Förderantrag bei der Bezirksregierung Arnsberg gestellt werden. Dadurch soll ein Teil der Kostensteigerungen durch Fördermittel abgedeckt werden. Der neue Abschnitt wurde im Sommer 2021 fertiggestellt. Der Arbeitskreis RuhrtalRadweg als Betreiber des Radweges muss ihn allerdings noch auf die neue Trasse verlegen.

### Verlegung in Freienohl
In Freienohl soll der Ruhrtalradweg bis 2020 von der Bahnbrücke bis zur Langelbrücke in den Ruhrauenbereich verlegt werden. Hierdurch würde auch die gefährliche Kreuzungssituation mit der L 541 zwischen Kurve und Ruhrbrücke sowie die gemeinsame Führung mit dem Straßenverkehr im Ort entfallen. Der Radweg soll stattdessen unter der Ruhrbrücke geführt werden, wozu auch eine Verlegung der Ruhr notwendig ist. Der Radweg soll dann auf der Freifläche zwischen Ruhrbett und der Bebauung verlaufen. Für die Maßnahme werden Kosten in Höhe von 600.000 Euro kalkuliert. Allerdings wurde im Planungsverlauf bekannt, dass die entstehenden Landflächen durch die Ruhrverlegung den angrenzenden Grundstückseignern zufallen. Sind die Grundstückseigner nicht bereit die verlandeten Flächen der Stadt Meschede für den Radwegbau zur Verfügung zu stellen, sieht sie aufgrund des Entfalls von Fördermitteln nur die Aufgabe des Projektes.

### Verlegungen in Arnsberg
Zwischen Niedereimer und Arnsberg wurde der Ruhrtalradweg seit dem Jahr 2019 auf einem 810 Meter langen Abschnitt entlang der Sauerlandstraße auf die Ruhrseite verlegt. Hierdurch können vier Straßen- und zwei Gleisquerungen sowie der Zweirichtungsverkehr gemeinsam mit Fußgängern vermieden werden. Der neu errichtete Abschnitt ist 4 Meter breit und beleuchtet. Gefördert wurden die 830.000 Euro für die Maßnahme zu 70 % durch das Land NRW. Die Eröffnung fand am 18. Mai 2020 statt.
In Arnsberg soll der Ruhrtalradweg zukünftig von der Uentroper Straße über die neue Ruhrbrücke und eine Fahrradstraße zum Bahnhof Arnsberg geführt werden. In Arnsberg-Bruchhausen soll die gefährliche Kurvensituation am Ende der Wagenbergstraße zwischen den Gewerbebetrieben entschärft werden. Der Abschnitt in Arnsberg zwischen Burgweg und Hammerweidebrücke soll verbreitert und mit einer neuen Fahrbahndecke versehen werden. Hierbei soll auch die enge Gefahrenstelle unter dem Bahnviadukt mit Querung der RLG-Gleise noch einmal grundlegend untersucht werden. Hier kommt es immer wieder zu Unfällen, weil Radfahrer die RLG-Gleise in einem zu geringem Winkel queren und anschließend in der Spurkranzführung der Gleise hängen bleiben und dabei zu Fall kommen.

### Neue Ruhrbrücke in Wickede
Die Gemeinde Wickede hat im Jahr 2021 ein Fachbüro mit den Vorplanungen für den Neubau einer Fußgänger- und Radfahrerbrücke über die Ruhr zwischen Echthausen und Wickede beauftragt. Die neue Brücke soll die bisherige Stegbrücke parallel zur Eisenbahnbrücke, die auch deren Pfeiler nutzt, ersetzten. Bei dieser Brücke kommt es aufgrund des schmalen Querschnittes zu Konflikten im Begegnungsverkehr. Außerdem ergibt sich in den nächsten Jahren ein hoher Sanierungsbedarf mit einer längerfristigen Sperrung, da das Tragwerk durch Korrosion verschlissen ist. Die neue eigenständige Brücke soll nördlich der Eisenbahnbrücke entstehen. Seit September 2024 liegen die Genehmigungen zum Bau der neuen 4 m breiten und 120 m langen Stahlbogenbrücke vor. 7,3 Millionen Euro soll das neue Bauwerk kosten, das 20 m nördlich der Bahnbrücke entsteht. Die ersten Arbeiten starteten im Herbst 2024. Bis 2027 soll der Bau abgeschlossen werden. Die Prüfstatiker halten die Bestandsbrücke für nicht länger benutzbar.

### Verlegung bei Iserlohn
Zwischen April und Juni 2022 hatte ein Grundstückseigentümer im Bereich des Lettenhofs bei Iserlohn-Hennen den Ruhrtalradweg gesperrt, sodass Radfahrer eine längere Umleitung auf Landstraßen über Hennen befahren mussten. Der Landwirt begründete die Sperrung damit, dass Radfahrer keine Rücksicht auf den landwirtschaftlichen Betrieb nehmen und sein Grundstück vermüllen. Nachdem der Märkische Kreis eine Anordnung zur vorübergehenden Wiedereröffnung des Radweges gestellt hat, hat der Landwirt seinen Antrag auf Sperrung zurückgezogen und die Absperrungen beseitigt. In Gesprächen zwischen Grundstückseigentümer und den Behördenvertretern wurde vereinbart, dass der Radweg im Bereich des Lettenhofes an die Ruhr verlegt werden soll. Bis zum Abschluss des Radwegeneubaus soll das alte Teilstück befahrbar bleiben.

### Verlegung in Hattingen

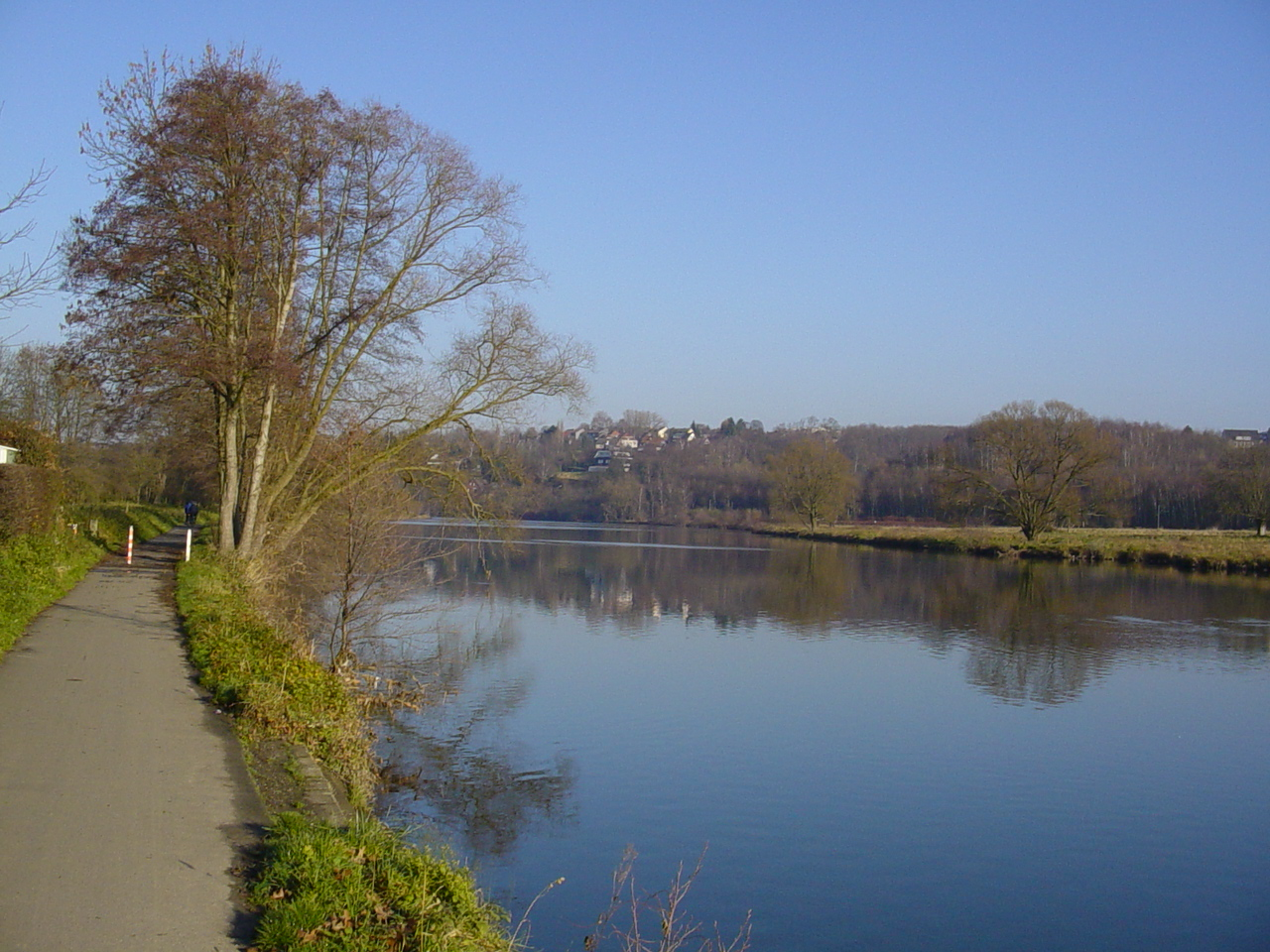
Ruhrtalradweg in Hattingen

Im Stadtgebiet Hattingen wurde der Ruhrtalradweg zwischen den Ruhrbrücken der Kosterstraße und der Bochumer Straße von der nördlichen Ruhrseite auf die südliche Seite verlegt. Für 130.000 Euro wurden in diesem Bereich vorhandene Gehwege verbreitert und Bordsteine abgesenkt. Die Stadt Hattingen, Hotels und Museen erhoffen sich durch die neue, innenstadtnähere Führung des Radweges einen größeren Zuspruch im Bereich der Altstadt durch Touristen. Die Eröffnung erfolgte im August 2020. Allerdings ist auch die alte Strecke nördlich der Ruhr weiterhin uneingeschränkt nutzbar.

### Verlegung in Oberhausen
Im August 2019 begannen die Arbeiten zur Verlegung des Ruhrtalradweges in Alstaden und Styrum. Auf einer Länge von 1,1 Kilometern wurde der Radweg an die Ruhr entlang des Ruhrstadions und des Ruhrparks verlegt. Zuvor wurde der Radweg in diesem Bereich über das städtische Straßennetz geführt. Durch die Maßnahme wurde der Ruhrtalradweg um 700 Meter kürzer und an dieser Stelle eine autofreie Führung geschaffen. Die Kosten lagen bei 750.000 Euro, wovon das Land NRW 80 % getragen hat und den Rest der Regionalverband Ruhr. Das Vorhaben wurde im November 2019 abgeschlossen.

## Galerie

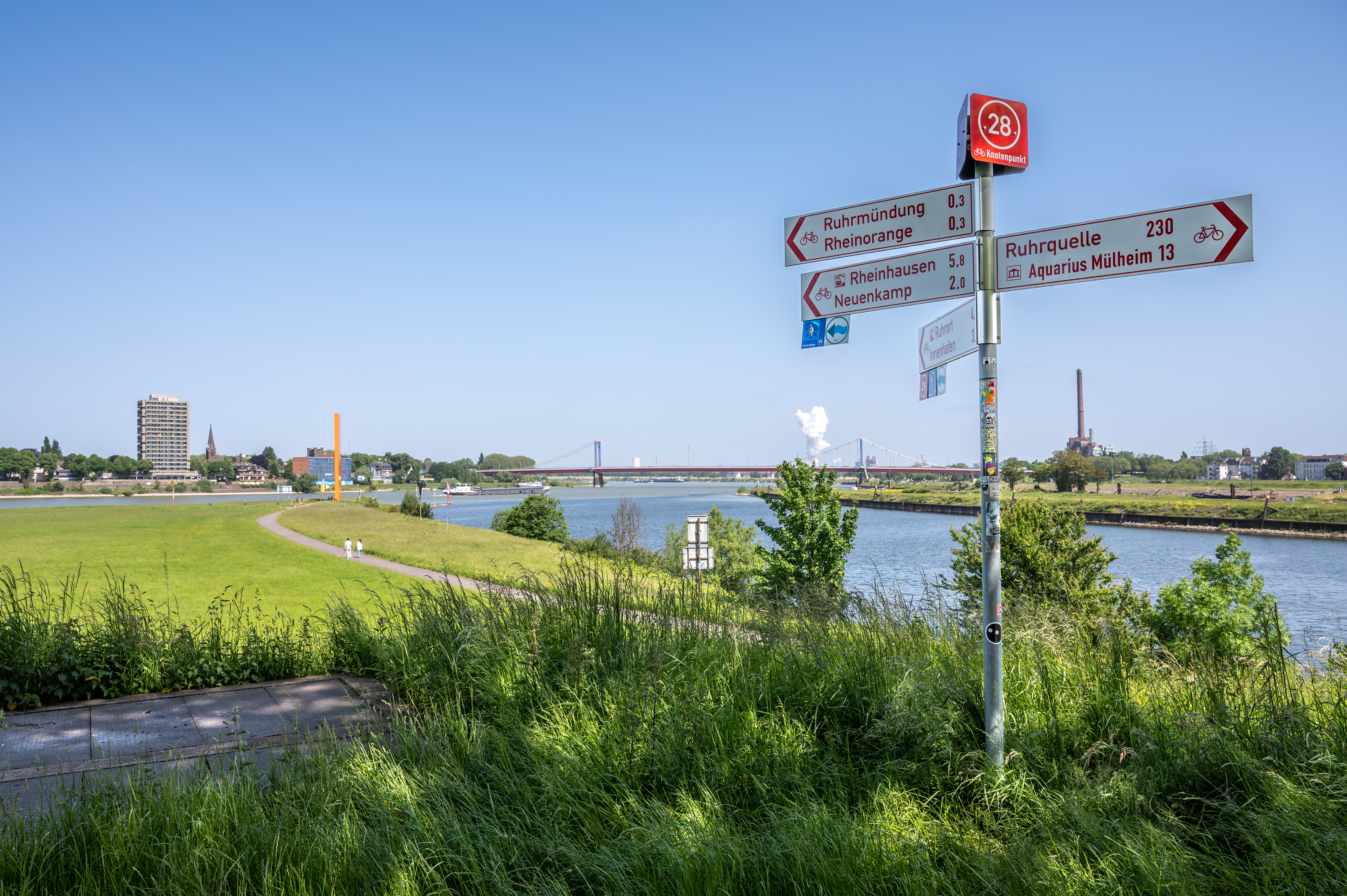
Start des Ruhrtalradwegs an der Ruhrmündung in Duisburg
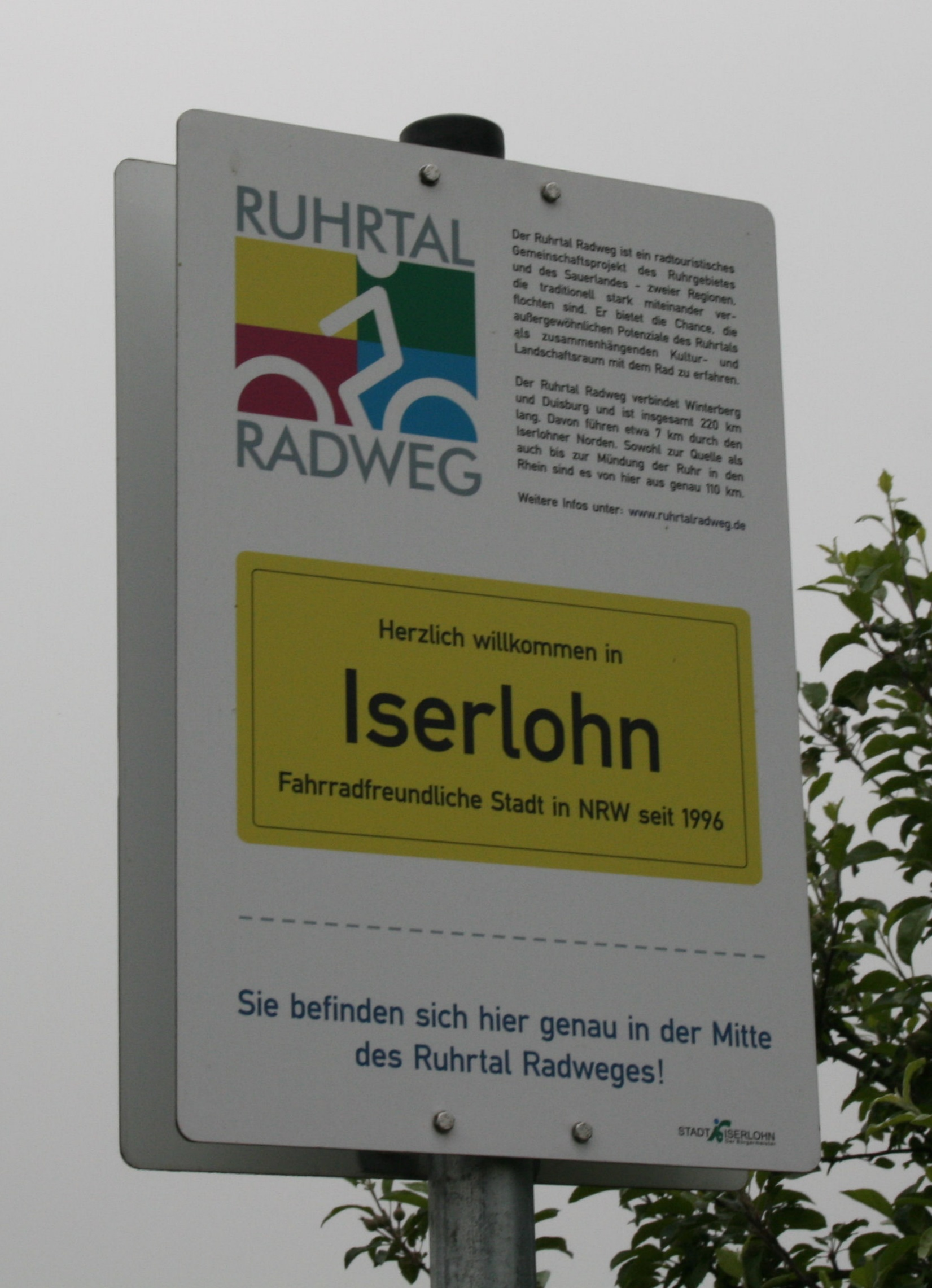
Die Mitte des Ruhrtalradweges
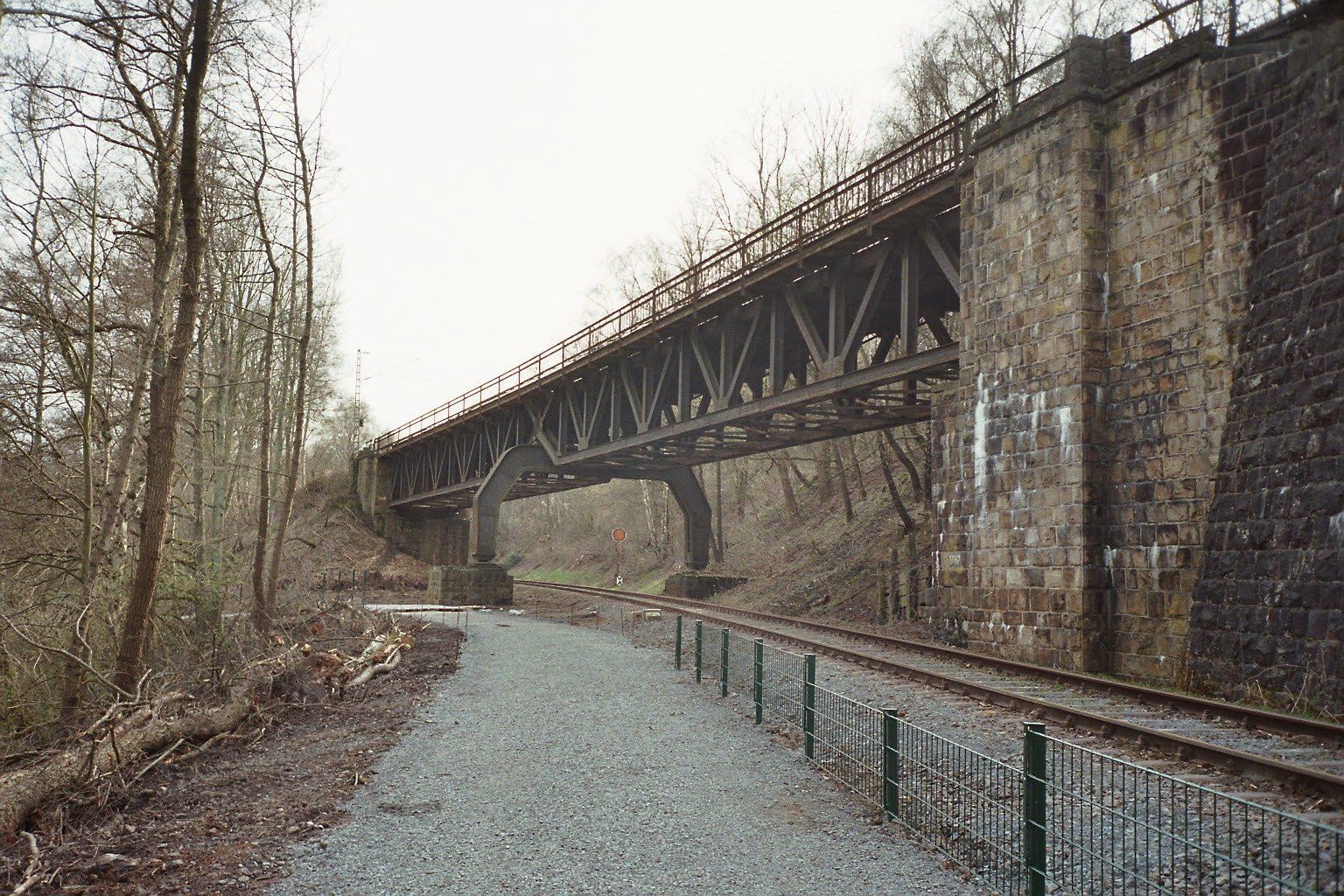
Neu gebauter Abschnitt an der Ruhrtalbahn
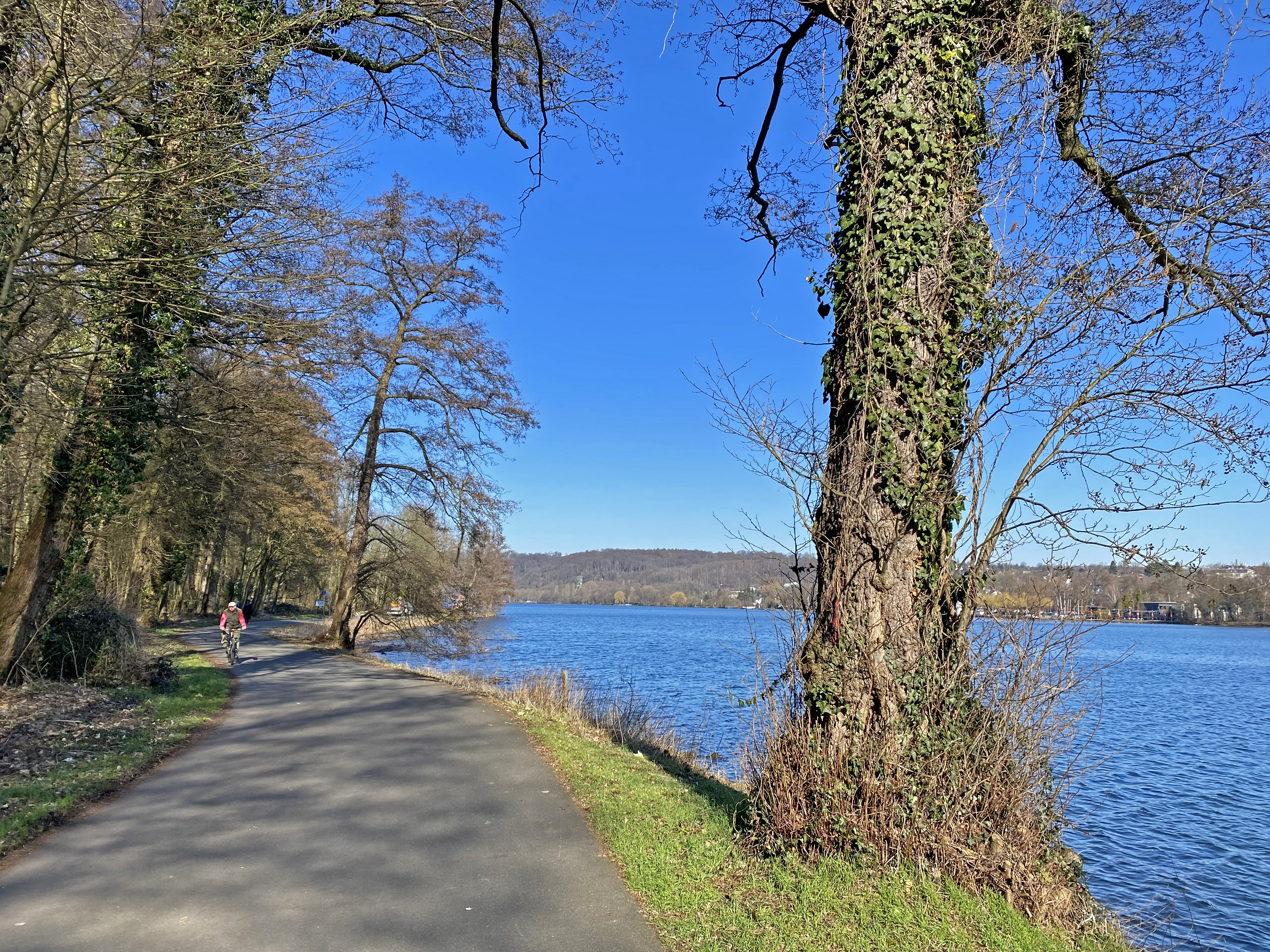
Ruhrtalradweg am Hardenbergufer (Baldeneysee)
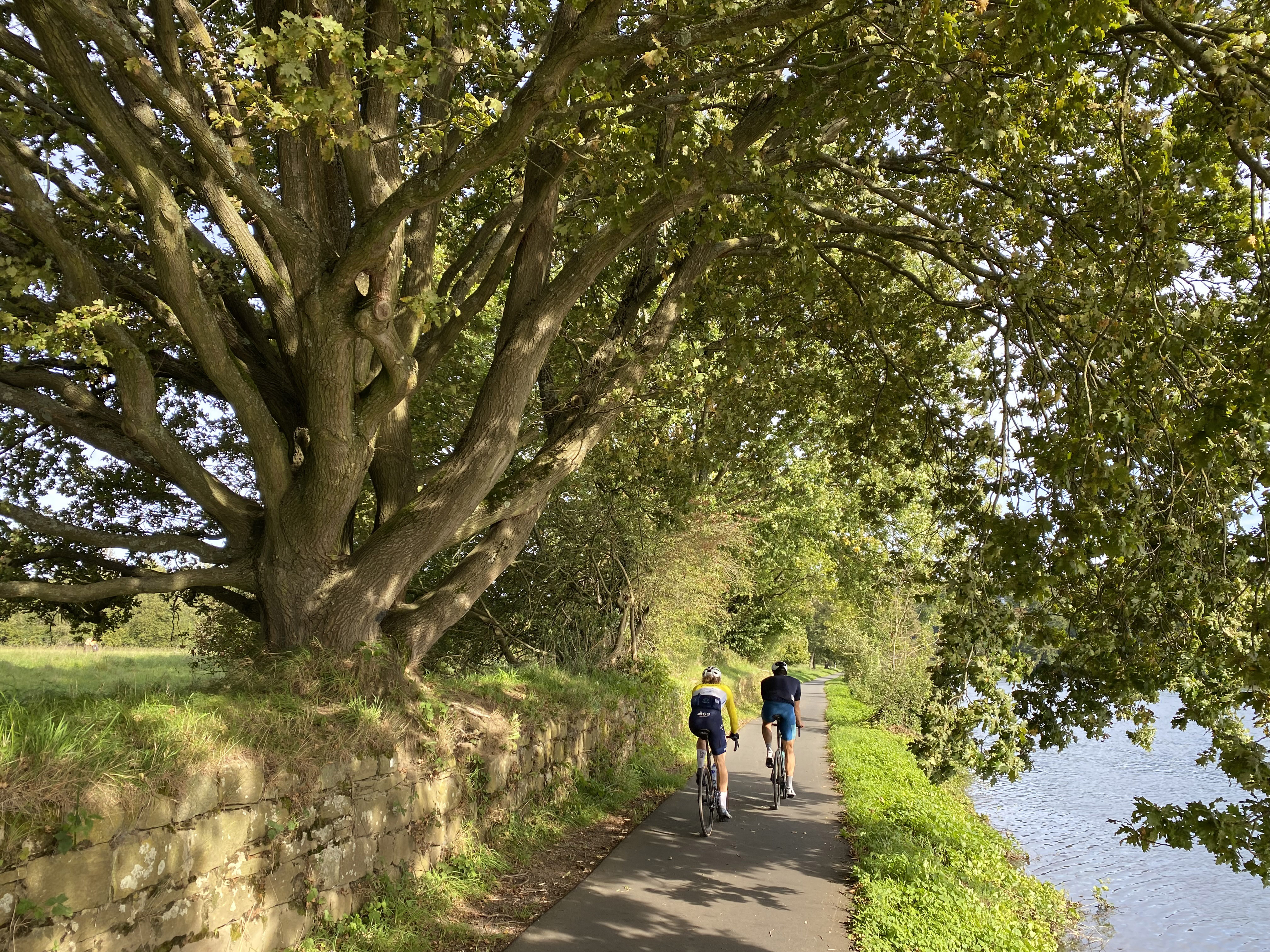
Baumriesen säumen den Ruhrtalradweg am NSG Ruhraue Hattingen Winz
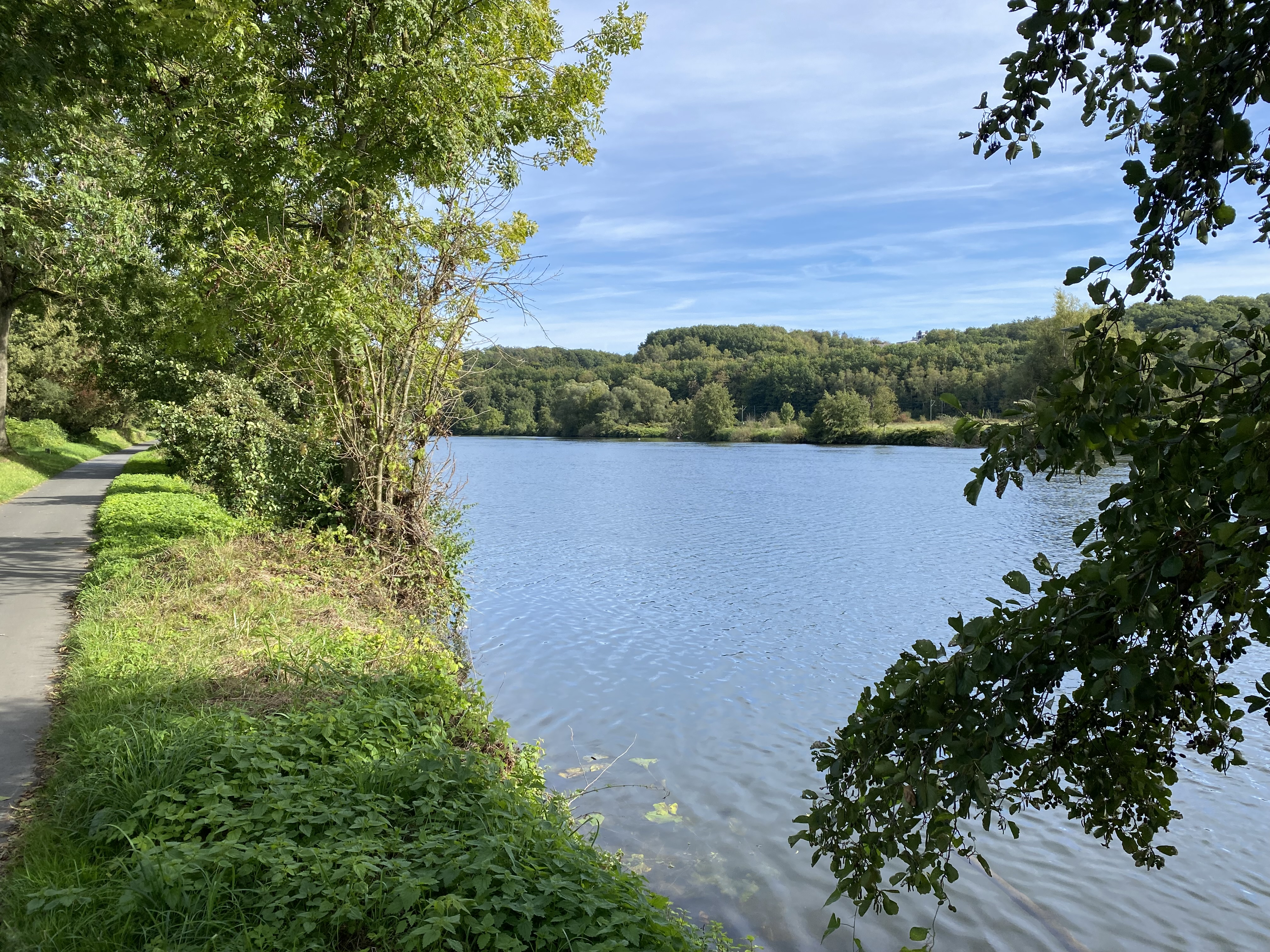
Ruhrtalradweg am NSG Ruhraue Hattingen Winz
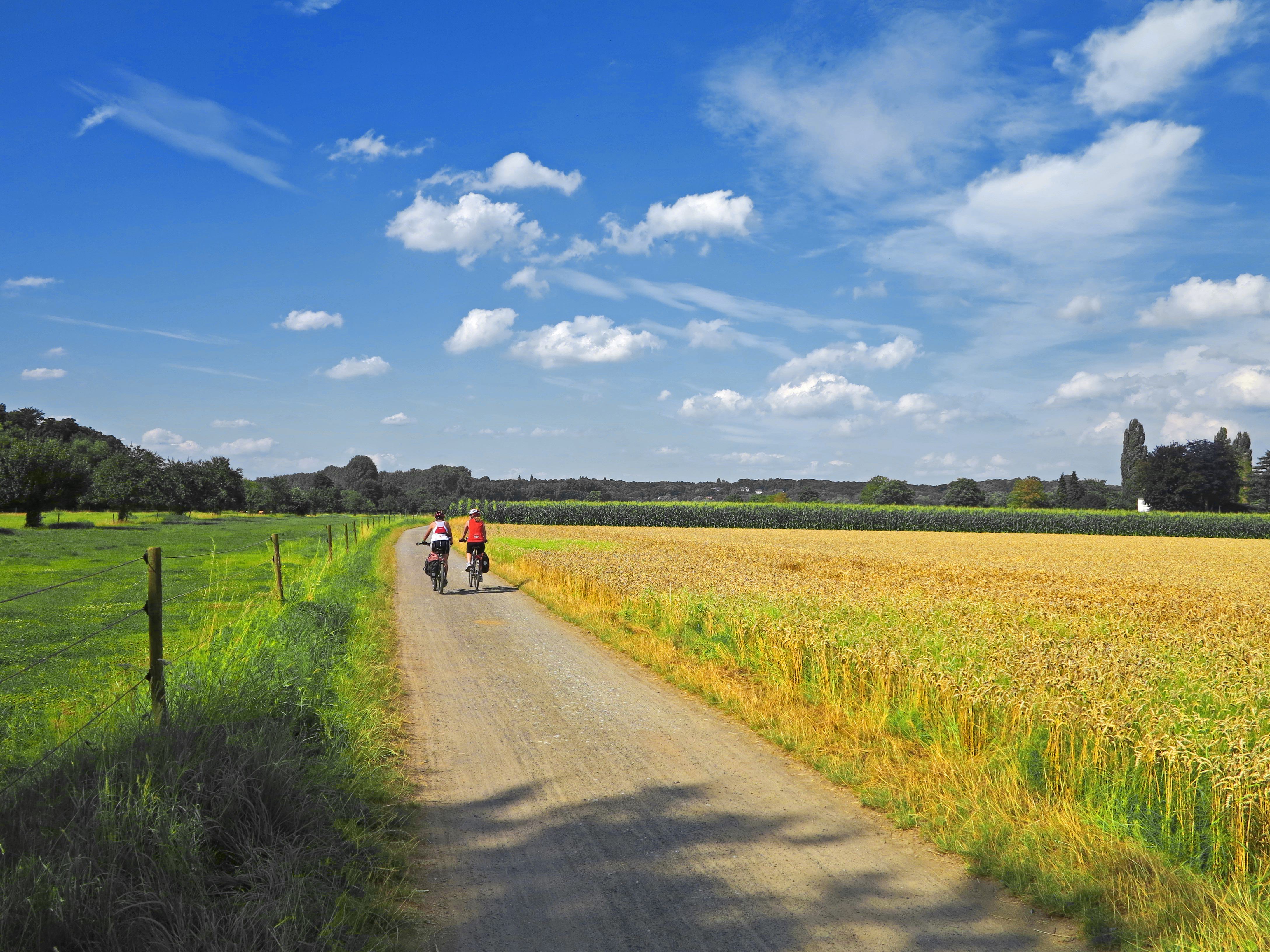
Ruhrtalradweg zwischen Essen-Kettwig und Mülheim an der Ruhr
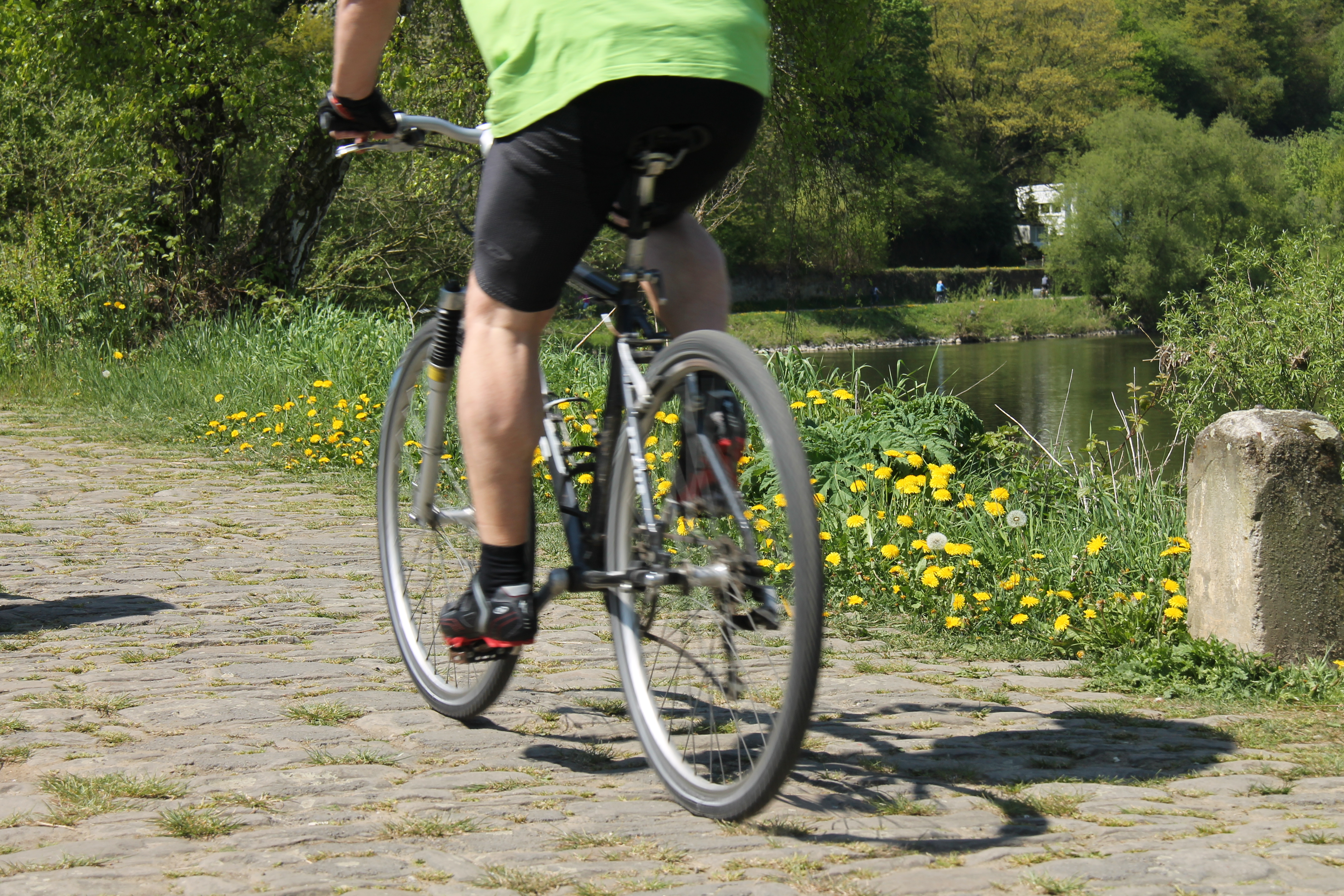
Historische Pflasterung am Leinpfad in Essen-Burgaltendorf am ehemaligen Holteyer Hafen
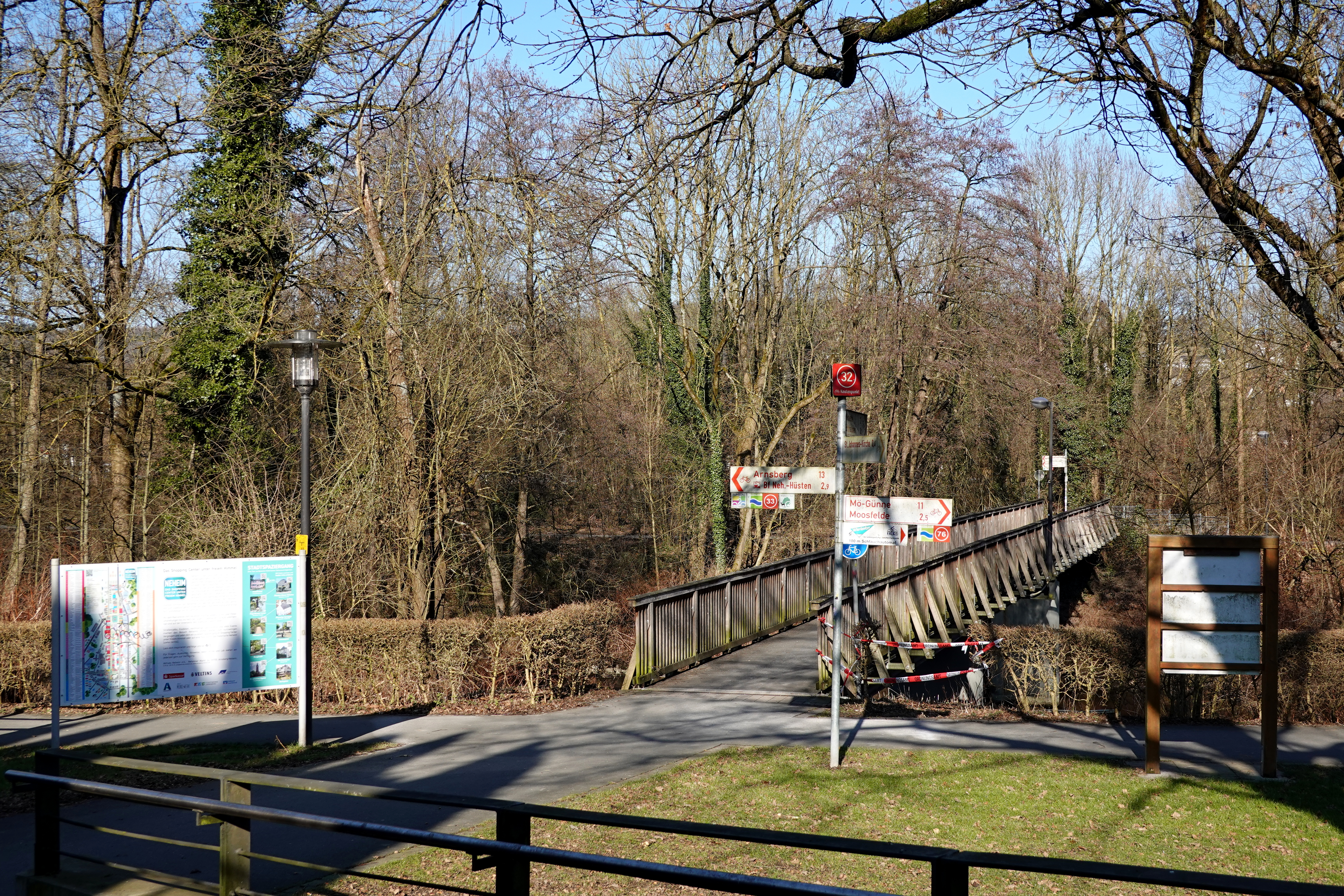
Möhnebrücke in Neheim (Knotenpunkt 32)